# Oriol Pujol
Oriol Pujol Ferrusola (Barcelona, 20 de diciembre de 1966) es un expolítico español. Entre el 24 de marzo de 2012 y el 19 de marzo de 2013 fue el secretario general de Convergencia Democrática de Cataluña, cargo del que dimitió después de resultar imputado por un delito de tráfico de influencias en un escándalo de corrupción conocido como el Caso de las ITV y a causa del cual el 17 de enero de 2019 ingresó en prisión para cumplir una pena de cárcel de dos años y medio.
Es hijo de Marta Ferrusola y Jordi Pujol, expresidente de la Generalidad de Cataluña. Es el quinto de siete hermanos, está casado y es padre de tres hijos.

## Biografía
Exalumno de la Escola Thau y licenciado en Veterinaria, Oriol Pujol hizo un máster en Dirección y administración de empresas en el IESE. Trabajó en el ámbito de la consultoría en el sector privado antes de dedicarse a la política.

### Política
Fue jefe del Gabinete técnico del Departamento de la Presidencia de la Generalidad de Cataluña entre 1993 y 1996. En los próximos dos años fue director general de Asuntos Interdepartamentales del mismo departamento y, entre 1998 y 1999, añadió a ese cargo el de director general de Relaciones con el Parlament.
Entre 1999 y 2000 fue concejal por CiU en el Ayuntamiento de Barcelona, en 2000 fue nombrado Secretario general del Departamento de Industria, Comercio y Turismo de la Generalidad. Fue escogido diputado, por Barcelona, en las elecciones catalanas de 2003 y de 2006. En octubre de 2007 fue nombrado Portavoz de CiU en el Parlamento catalán, en sustitución de Felip Puig, y significó un paso muy importante para su carrera política. Fue de 2012 a 2014 secretario general de Convergencia Democrática de Cataluña.
Apoyó en su momento a Artur Mas como candidato a la presidencia de la Generalidad y en el cual se encuentran el consejero de Interior, Felip Puig, o el  portavoz del gobierno, Francesc Homs. Después de las elecciones al Parlamento de Cataluña de 1999, firmó un documento en el que se defendía un pacto estable de gobierno entre CiU y el partido independentista Esquerra Republicana de Catalunya. En este mismo documento se defendía una renovación del catalanismo y la necesidad de que CiU consiguiera, de nuevo, el espacio central del electorado. Esta posición chocó con la de su padre, por aquel entonces presidente de Cataluña, que apostó para trasladar el acuerdo de gobernabilidad entre el Partido Popular y CiU. Este hecho garantizó que, después de las elecciones de 1999, CiU pudiese gobernar sin mayoría absoluta sin la entrada de ninguna otra formación política en el gobierno.

### Caso de las ITV
En julio de 2012 se conoció, a través de diversos medios de comunicación, que un informe de la Agencia Tributaria lo sitúa como «colaborador necesario» de una trama empresarial que intentó amañar concursos de concesión relacionados con las estaciones de la Inspección Técnica de Vehículos (caso ITV). La Generalidad de Cataluña falsificó varias facturas para pagar 72 000 euros a Josep Tous, número dos de la Diputación de Barcelona y hombre de confianza que Oriol Pujol había puesto al frente de la operación para anular el último concurso de ITV que había realizado el Tripartito y diseñar un nuevo mapa de estaciones de ITV.
La Fiscalía de Barcelona pidió la imputación del entonces secretario general de CDC, Oriol Pujol, por su presunta vinculación con la supuesta trama de cargos públicos y empresarios del sector de las ITV en Cataluña para la adjudicación irregular de estas estaciones, según informaron fuentes de la Fiscalía.[cita requerida]
El 19 de marzo de 2013 fue imputado por el Tribunal Superior de Justicia de Cataluña por un delito de tráfico de influencias. Según el tribunal Pujol «coordinaba, dirigía y daba el necesario apoyo desde una vertiente política» a los otros imputados en la trama, algunos de ellos amigos personales: los empresarios Sergi Alsina, Sergio Pastor y Ricard Puignou y el excargo político Josep Tous. Isidre Masalles, subdirector general de Seguridad Industrial, fue desimputado por auto del Magistrado del Tribunal Superior de Justicia de Cataluña del 26 de junio de 2013. Al conocer la decisión del tribunal, Pujol decidió «delegar» la secretaría general hasta que quede libre de sospecha.
El 14 de julio de 2014 anunció que renunciaba a su escaño en el Parlamento de Cataluña. Este mismo día abandona el cargo de Secretario General de Convergència Democràtica de Catalunya.
Pese a declararse inocente en un primer momento, en julio de 2018 acabó llegando a un acuerdo con la Fiscalía en el que reconoció haber cometido los delitos de cohecho, falsedad documental y tráfico de influencias y aceptó una pena de dos años y medio de cárcel y el pago de una multa de 76.000 euros.
El 17 de enero de 2019 ingresó en prisión, en la cárcel Brians II. Tras 65 días en prisión, el 22 de marzo de 2019, la Secretaría de Medidas Penales del Departamento de Justicia de la Generalidad de Cataluña ratificó el paso de Pujol al tercer grado penitenciario.